# Aemilia Hilaria
Aemilia Hilaria (geboren um 300) war eine spätantike gallo-römische Medizinerin und praktizierende Ärztin. Ihren Beinamen „Hilaria“, eigentlich in der männlichen Form „Hilarus“ vergeben, bekam sie, weil sie sich bereits in der Wiege durch ein Jungen zugeschriebenes fröhliches und freundliches Wesen ausgezeichnet haben soll.

## Leben
Aemilia wurde in der Spätphase des Römischen Reichs in der Gallia Aquitania geboren. Ihr Vater Caecilius Agricius Arborius stammte aus einer vornehmen Familie der Haeduer, die zwei Generationen zuvor aus Autun nach Aquae Tarbellicae, dem heutigen Dax, ausgewandert war. Dort heiratete Caecilius Agricius Arborius mit Aemilia Corinthia Maura in den angesehenen lokalen Adel ein. Aus der Ehe gingen außer Aemilia Hilaria noch Aemilia Dryadia, die vor ihrer Heirat starb, sowie der Rhetor Aemilius Magnus Arborius und mit Aemilia Aeonia die Mutter des Ausonius, eines hohen gallo-römischen Staatsbeamten, Prinzenerziehers und Dichters, hervor. Der Geburtsort der Aemilia Hilaria ist ungewiss, da die Familie um die Zeit ihrer Geburt nach Burdigala, dem heutigen Bordeaux, übersiedelte, wo zumindest ihr Bruder geboren wurde. Das Ansehen der Familie mütterlicherseits zeigt sich deutlich darin, dass alle Kinder dieser Verbindung entgegen der Tradition den Mutternamen als Nomen führten.
Bereits in ihrer Kindheit fühlte sie sich eher als Junge und in ihrer Jugend ahmte sie die Verhaltensweise eines jungen Mannes nach. Auch in ihrem späteren Leben lehnte sie ihre Weiblichkeit ab. Als Folge dessen heiratete sie nie und blieb Jungfrau. Ausonius schrieb über seine Verwandten eine Reihe von biographischen Gedichten, die unter dem Namen Parentalia veröffentlicht wurden und deren sechstes Gedicht er seiner Tante Aemilia Hilaria, die für ihn eine zweite Mutter war, widmete. Seine Tante beschrieb er als „überzeugte Jungfrau“, die die Ehe abgelehnt habe. Weiter schildert er, dass sie „nach Art der Männer die medizinischen Künste“ angewandt habe. Sie starb laut Ausonius mit 63 Jahren.

## Moderne Rezeption
Judy Chicago widmete Aemilia Hilaria eine Inschrift auf den dreieckigen Bodenfliesen des Heritage Floor ihrer Installation The Dinner Party. Die mit dem Namen Aemilia beschrifteten Porzellanfliesen sind dem Platz mit dem Gedeck für Hypatia zugeordnet.